# Geniates barbatus
Geniates barbatus är en skalbaggsart som beskrevs av Kirby 1818. Geniates barbatus ingår i släktet Geniates och familjen Rutelidae. Inga underarter finns listade i Catalogue of Life.